# Lemu
Lemu (in svedese Lemo) è stato un comune finlandese di 1 656 abitanti, situato nella regione del Varsinais-Suomi. Il comune è stato soppresso nel 2009, per fondersi insieme al comune di Askainen in quello di Masku.